# Jouko Norén
Jouko Norén (né le 14 décembre 1914 à Urjala et mort le 7 juillet 1944) est un athlète finlandais spécialiste du triple saut. Membre du Tyrvään Voimaa, l'actuel Vammalan Seudun Voima, il est médaille d'argent aux championnats d'Europe 1938. Engagé dans l'armée finlandaise dans la guerre d'Hiver, il est blessé à la cuisse lors des combats. Promu capitaine pendant la guerre de Continuation, il est gravement blessé le 6 juillet 1944 à Vuosalmi et meurt à l'hôpital le lendemain.

## Biographie

### Palmarès
| Date | Compétition                       | Lieu        | Résultat | Performance |
| ---- | --------------------------------- | ----------- | -------- | ----------- |
| 1938 | Championnats d'Europe             | Paris       | 2e       | 14,95 m     |
| 1939 | Jeux mondiaux universitaires (en) | Monte Carlo | 1er      | 14,11 m     |

### Records
| Épreuve     | Performance | Lieu     | Date              |
| ----------- | ----------- | -------- | ----------------- |
| Triple saut | 15,02 m     | Helsinki | 25 septembre 1938 |